# Eugen von Falkenhayn (General, 1792)

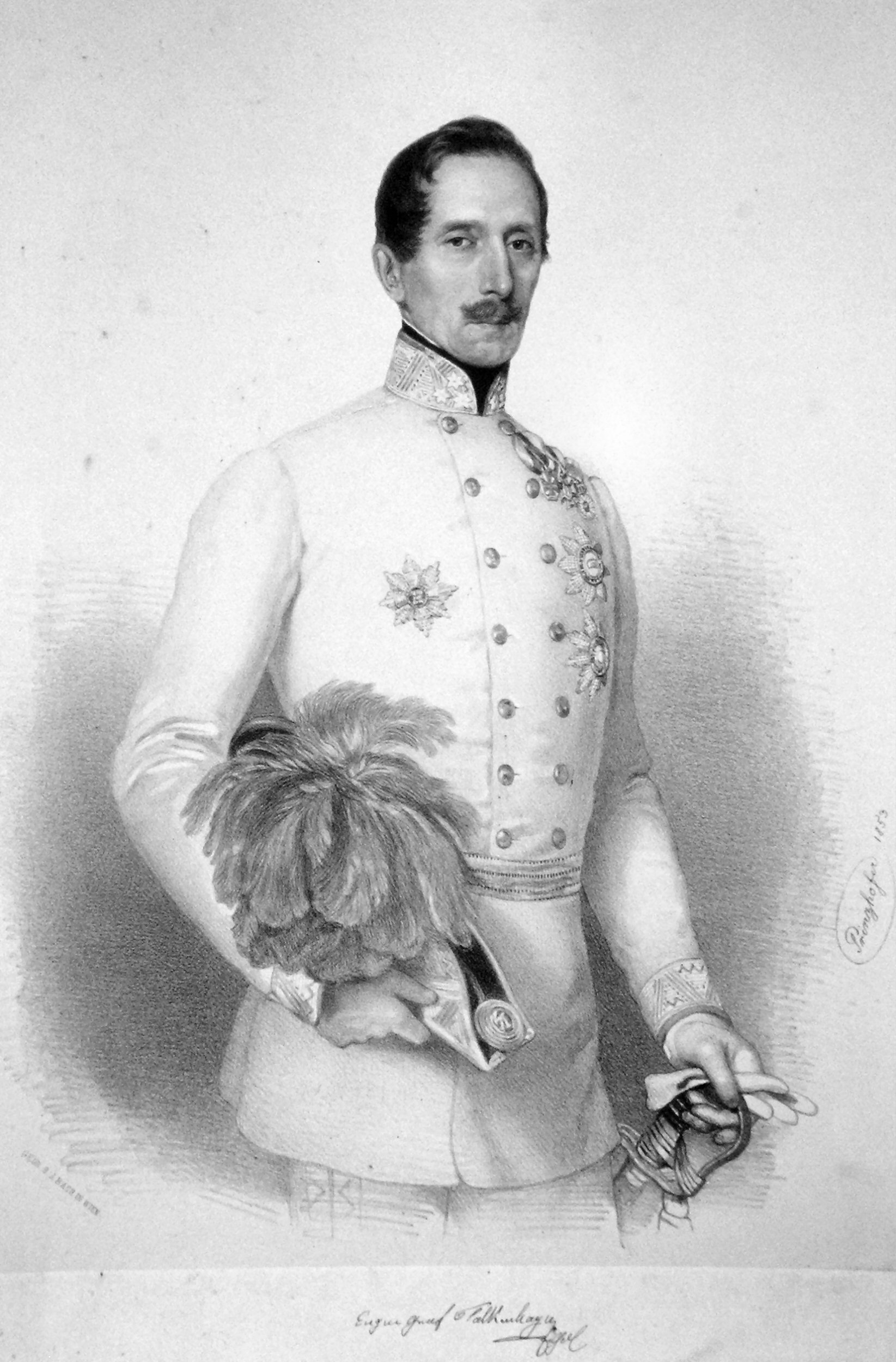
Eugen Graf von Falkenhayn, Lithographie von August Prinzhofer, 1853.

Eugen II. Isidor Graf von Falkenhayn (* 4. April 1792 in Schrems, Niederösterreich; † 16. September 1853 in Girincs, Königreich Ungarn) war ein österreichischer General der Kavallerie.

## Leben
Eugen entstammte dem alten naumburgischen Adelsgeschlecht Falkenhayn und war der Sohn des Kämmerers Eugen I. Graf von Falkenhayn (1761–1826) und Maria Anna Gräfin von Veterani-Mallentheim (1767–1852).
Falkenhayn war Grundherr der Herrschaften Droß, Ottenschlag und Rehberg in Österreich sowie von Girincz in Ungarn. Er war Kämmerer und Geheimer Rat.
1848 begleitete er den kaiserlichen Hof nach Innsbruck und Olmütz. 1849 wurde er Militärkommandant von Oberösterreich und Salzburg und 2. Inhaber des Infanterie-Regiments Großfürst Constantin Nr. 18 und am 2. Febr. 1851 General der Kavallerie und Kapitän der Trabantenleibgarde.

## Familie
Im Jahr 1825 heiratete er Karoline Gräfin Colloredo-Wallsee (1802–1835), Tochter des Franz de Paula d.Ä., Graf Colloredo-Wallsee. Seine Söhne waren: 
- Franz (1827–1898), Mitglied des österreichischen Herrenhauses
- Julius (1829–1899), Landeshauptmann von Oberösterreich und später Ackerbauminister
- Ladislaus (1833–1865), Flügeladjutant des Kaisers Franz Joseph I.